# Operace Bauxite

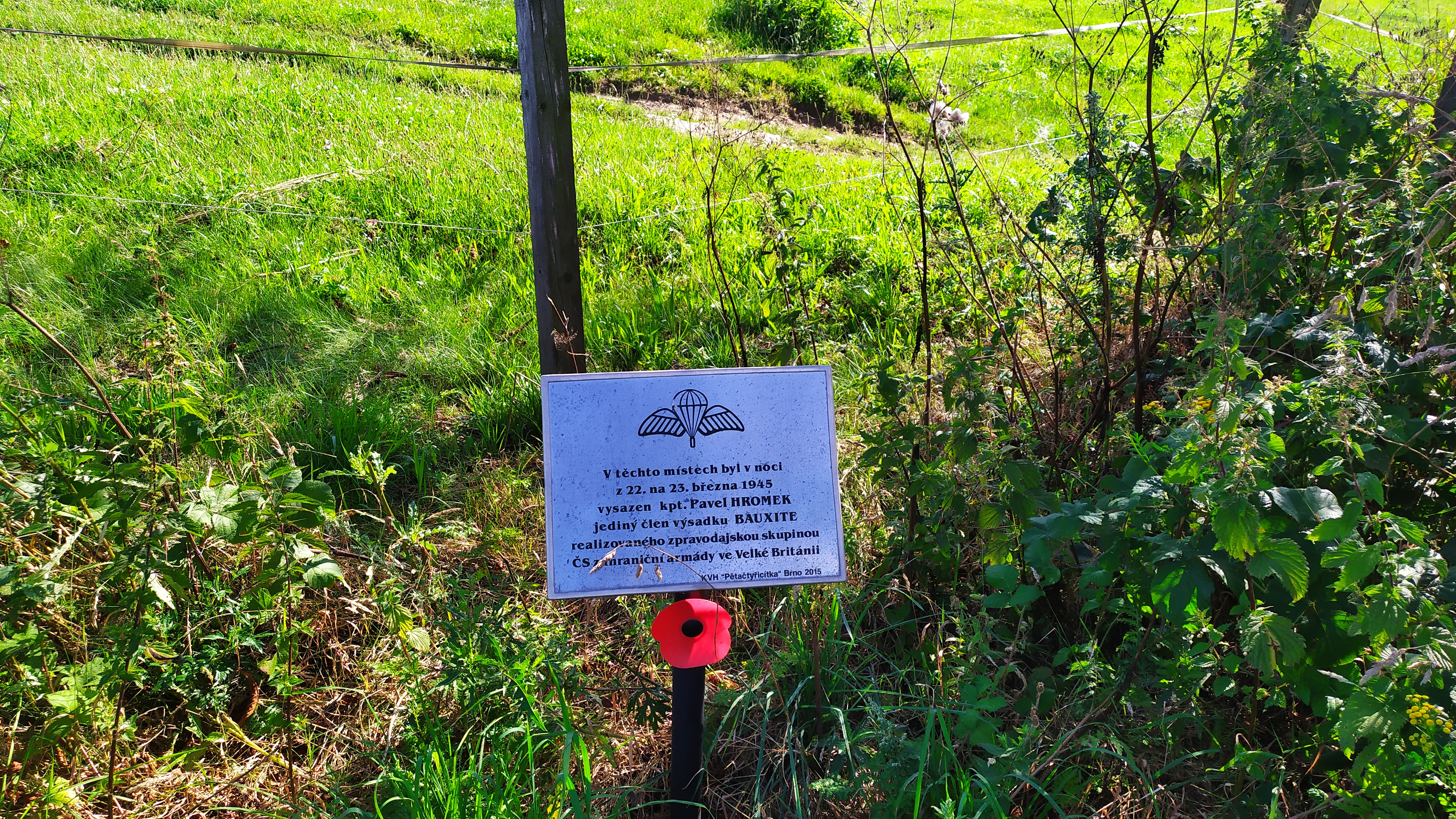
Cedulka v místě, kde byl 22. března 1945 Pavel Hromek vysazen

Operace Bauxite byl krycí název pro paradesantní výsadek vyslaný během druhé světové války z Velké Británie na území Protektorátu Čechy a Morava. Jednalo se o poslední výsadek do okupovaného Československa organizovaný Zvláštní skupinou D.

## Složení a úkoly
Výsadek byl jednočlenný tvořený kpt. Pavlem Hromkem. Jeho úkolem bylo navázat spojení s domácím odbojem, dále předat materiál pro skupinu Platinum a připravit prostor pro vysazení britské vojenské mise. Vybaven byl radiostanicí Jarka.

## Činnost
Kpt. Pavel Hromek (krycí jméno Gajdoš) byl vysazen 22. března 1945 u osady Cyrilov na ploše s krycím názvem RYBNÍK nedaleko kóty Holý vrch (662 m n. m.). Předal materiál a díky pomoci členů skupin Tungsten a Platinum se ukryl a posléze navázal kontakt s Radou tří. Původně měl být přesunut do Prahy, ale protože se pro něj nepodařilo sehnat ilegální byt, zůstal na Vysočině. Z bezpečného úkrytu vysílal denní hlášení do Londýna, ve kterých předával zpravodajské informace, zprávy nejen vysílal a přijímal, ale i šifroval a dešifroval. Zároveň se podílel na přejímání materiálu z leteckých shozů. Se základnou si vyměnil i několik depeší týkajících se vyslání britské vojenské mise, která se však již neuskutečnila. V závěru války zajišťoval z Velkého Meziříčí spojení mezi Londýnem a domácím odbojem (vykorespondoval např. shozy zbraní pro Tungsten a Platinum). Zde se také dožil konce války.